# Виноградарство

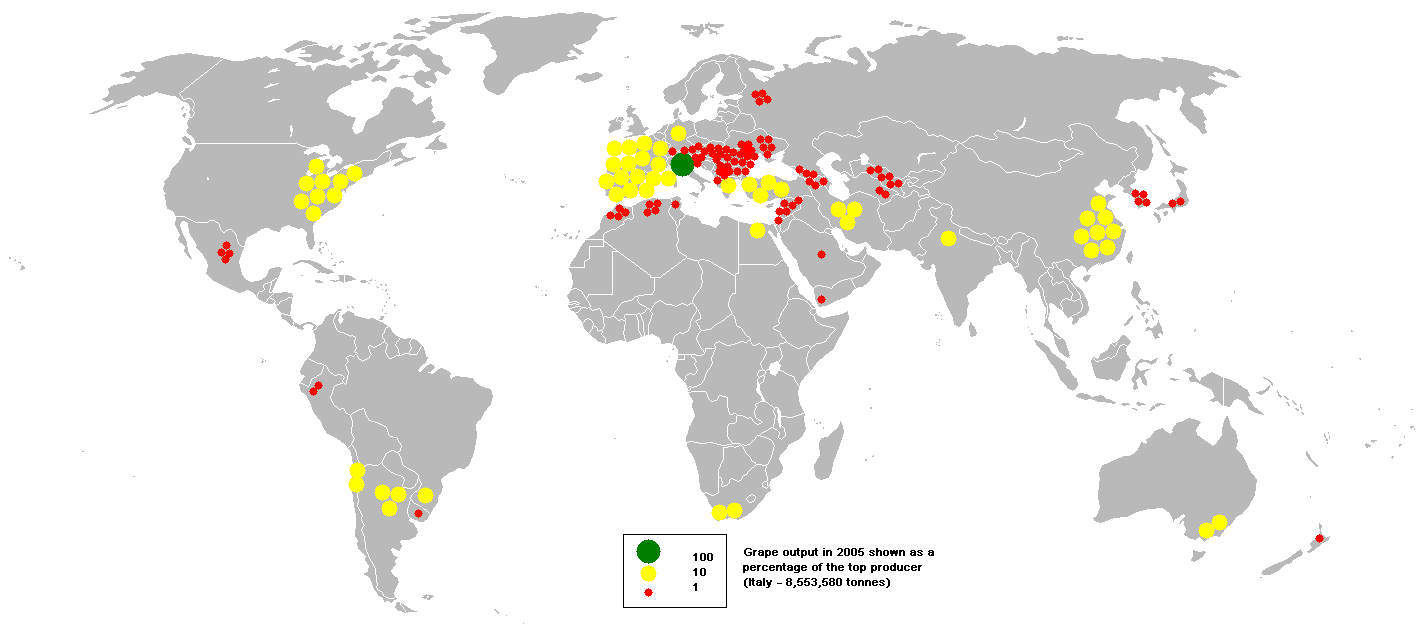
Виробництво винограду у світі у відсотках для кожної окремо взятої країни в 2005 році порівняно з лідером Італією (100 % = 8 553 580 тонн).

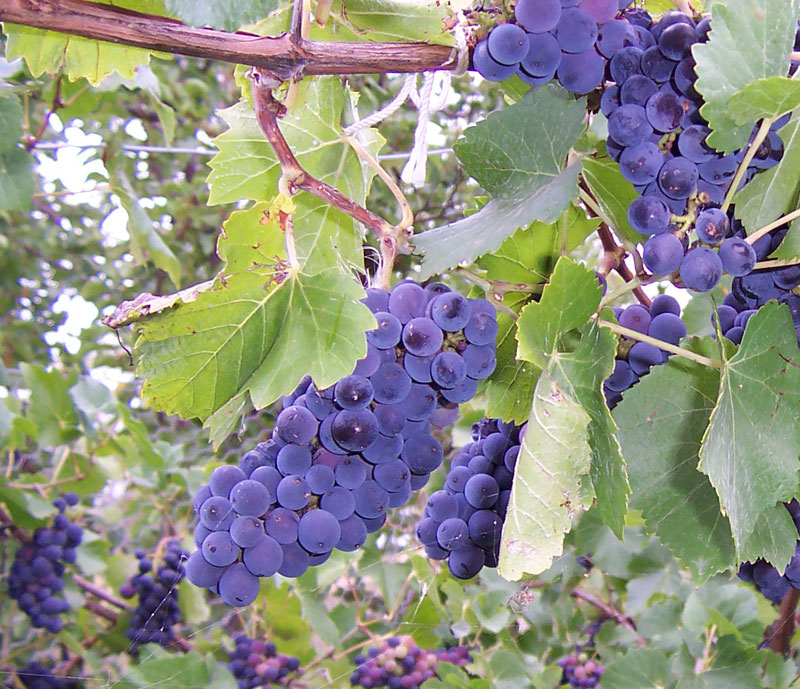
Виноград

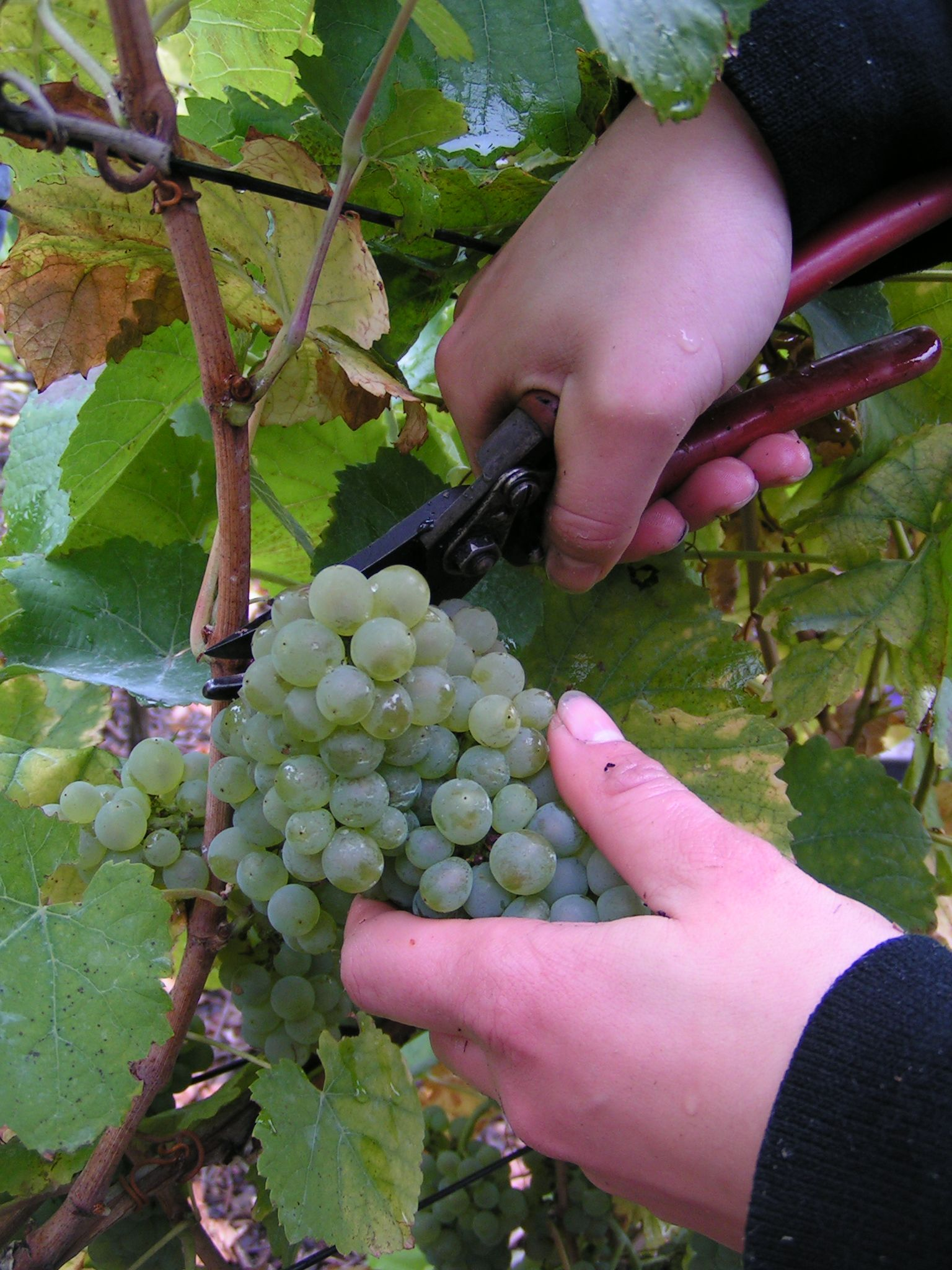
Збір винограду.

Виногра́дарство — сукупність організаційних і технологічних прийомів розмноження, культивування і збору винограду.
Галузь науки, що досліджує теоретичні та практичні питання вирощування винограду, розробляє засоби керування розвитком виноградної рослини з метою одержання стабільно високих урожаїв відповідної якості.
Дослідження та розроблення зі спеціальності, спрямовані на підвищення ефективності галузі, яка розв'язує завдання забезпечувати споживачів свіжим і сушеним виноградом, а виноробну й консервну промисловість — сировиною.

## Деякі напрямки досліджень
- Удосконалення системи розміщення, спеціалізації виноградарства щодо ґрунтово-кліматичних зон.
- Теоретичне обґрунтування та розроблення нових засобів і систем ведення виноградних кущів стосовно природних умов вирощування.
- Розроблення нових адаптивних ресурсоощадних, екологічних технологій вирощування винограду в господарствах різних форм власності, які забезпечують повну реалізацію його сортового потенціалу, одержання високоякісної продукції з урахуванням подальшого її використання.
- Удосконалення для кожної ґрунтово-кліматичної зони сортаменту насаджень винограду на підставі виведення, вивчення та впровадження у виробництво нових високопродуктивних сортів, клонів і форм винограду з груповою стійкістю до несприятливих умов вирощування.
- Теоретичне обґрунтування й розроблення сучасних адаптивних, ресурсоощадних, екологічних технологій вирощування прищепленого і кореневласного садивного матеріалу винограду в розсадниках.
- Вивчення афінітету сорто-підщепних комбінацій європейських сортів до американських підщепних сортів.
- Вивчення агробіологічних, технологічних та господарських властивостей і якості нових сортів винограду з метою визначення перспективності вирощування в різних кліматичних зонах.
- Подальше удосконалення технологій вирощування винограду, спрямованих на підвищення його стійкості до морозів і збільшення терміну зберігання.
- Вивчення залежності продуктивності виноградних рослин від систем, що використовуються для захисту від хвороб, шкідників, бур'янів, для зрошення та застосування добрив.

## Виноградарство в Україні
Основні виноградарські регіони України — АР Крим, Одеська, Херсонська, Миколаївська, Закарпатська й Запорізька області. Згідно з існуючим природним районуванням на території України виділено 15 виноградарських зон (макрозон), які є основою для сорторайонування, і 58 природно-виноградарських районів (мікрозони). У Автономній Республіці Крим нараховується 6 макрозон і 12 мікрозон, в Одеській області — 3 і 16, Херсонській — 2 і 10, Миколаївській — 2 і 7, Закарпатській — 1 і 12 та в Запорізькій — 1 і 6.
В Україні найбільшу площу виноградних насаджень має Одеська область — 38,95 тис. га. (46 % від загальної по Україні). Виноградники Автономної Республіки Крим займають 31,0 тис. га. (37 %). Решта (17,4 %) зосереджені в Миколаївській (7,1 %), Закарпатській (2,7 %) та Запорізькій (0,4 %) областях.
Середня урожайність винограду у 2005—2007 рр. в основних виноградарських регіонах України становить 44,9 ц /га. Найвища в Херсонській області — 81,6 ц/га, в Миколаївській — 61,2, Одеській — 51,1, АР Крим 32,5, Закарпатській — 32,2 і Запорізькій — 8,8.